# Jonathan Sacks
Jonathan Henry Sacks, Hebreeuws: Yaakov Zvi, יעקב צבי (Lambeth (Groot-Londen), 8 maart 1948 - 7 november 2020) was een Brits geestelijke, filosoof, theoloog, auteur en politicus. Sacks was tussen 1 september 1991 en 1 september 2013 opperrabbijn van de Verenigde Hebreeuwse Congregatie van het Gemenebest en was van 2009 tot zijn overlijden lid van het Britse Hogerhuis.
In 2016 ontving hij de Templetonprijs voor zijn levensbeschouwelijke bijdrage aan het maatschappelijke debat en zijn rol in de interreligieuze dialoog. Bekend is hij onder meer vanwege zijn reeks commentaren op de vijf boeken van de Tora; Verbond en dialoog, joodse lezing van de Tora.
- Bibsys: 90342411
- Biblioteca Nacional de España: XX5270490
- Bibliothèque nationale de France: cb12222724m (data)
- Gemeinsame Normdatei: 132660539
- International Standard Name Identifier: 0000 0001 1776 2587
- Library of Congress Control Number: n90639549
- Nationale Bibliotheek van Letland: 000056289
- Nationale Bibliotheek van Tsjechië: mzk2005304361
- Nationale bibliotheek van Australië: 35778538
- Nationale Bibliotheek van Israël: 987007267415205171
- Nationale Bibliotheek van Polen: a0000002667946
- Nederlandse Thesaurus van Auteursnamen: 074017306
- Réseau des bibliothèques de Suisse occidentale: 02-A003777088
- SNAC: w66t2svf
- Système universitaire de documentation: 030904765
- Virtual International Authority File: 94664209
- WorldCat: E39PBJvxrkhWmPg3BbdJv7gh73